# Fastlane (2017)
Fastlane (2017) – gala wrestlingu wyprodukowana przez federację WWE dla wrestlerów z brandu Raw. Odbyła się 5 marca 2017 w Bradley Center w Milwaukee w Wisconsin. Emisja była przeprowadzana na żywo za pośrednictwem WWE Network oraz w systemie pay-per-view. Była to trzecia gala w chronologii cyklu WWE Fastlane.
Na gali odbyło się dziesięć pojedynków, w tym jedna podczas pre-show. W walce wieczoru, Goldberg pokonał Kevina Owensa i zdobył WWE Universal Championship, stając się jedyną osobą, która zdobyła Universal Championship, World Heavyweight Championship (WWE) oraz WCW World Heavyweight Championship. Prócz tego, Roman Reigns pokonał Brauna Strowmana, kończąc jego nieprzerwane pasmo zwycięstw. Bayley obroniła WWE Raw Women’s Championship w walce z Charlotte Flair, wskutek czego Charlotte po raz pierwszy przegrała singlową walkę na gali pay-per-view. Neville obronił WWE Cruiserweight Championship w pojedynku z Gentlemanem Jackiem Gallagherem, zaś Luke Gallows i Karl Anderson obronili swoje WWE Raw Tag Team Championship pokonując Enzo Amore i Big Cassa.

## Produkcja
Fastlane oferowało walki profesjonalnego wrestlingu z udziałem różnych wrestlerów z brandu Raw z istniejących oskryptowanych rywalizacji i storyline’ów, które są kreowane na tygodniówkach Raw i 205 Live. Wrestlerzy są przedstawieni jako heele (negatywni, źli zawodnicy i najczęściej wrogowie publiki) i face’owie (pozytywni, dobrzy i najczęściej ulubieńcy publiki), którzy rywalizują pomiędzy sobą w seriach walk mających budować napięcie. Kulminacją rywalizacji jest walka wrestlerska lub ich seria.

### Rywalizacje
2 stycznia 2017 podczas odcinka Raw, Goldberg gościł w segmencie The Kevin Owens Show, gdzie skonfrontował się z prowadzącym WWE Universal Championem Kevinem Owensem. Goldberg zadeklarował, że wygra Royal Rumble match i zawalczy o mistrzostwo na WrestleManii 33. Ostatecznie pojedynek wygrał Randy Orton. Goldberg pojawił się ponownie 6 lutego na Raw, gdzie zgodził się na pojedynek z Brockiem Lesnarem na WrestleManii, zaś tej samej nocy wyzwał Owensa do walki o Universal Championship na galę Fastlane. Wyzwanie w jego imieniu przyjął United States Champion Chris Jericho. Tydzień później Jericho zorganizował „festiwal przyjaźni”, podczas którego Owens odwrócił się od niego i brutalnie zaatakował, wskutek czego ten musiał być hospitalizowany. 20 lutego podczas odcinka Raw, Owens wygłosił promo, w którym nie wyjaśnił swojego ataku na Jericho i ponownie stwierdził, że pokona Goldberga na gali Fastlane. Podczas następnego epizodu, Goldberg obiecał fanom, że pokona Owensa i stanie do walki z Lesnarem na WrestleManii 33 jako WWE Universal Champion.
Na gali Royal Rumble, Braun Strowman zainterweniował w pojedynku o WWE Universal Championship pomiędzy Kevinem Owensem i Romanem Reignsem atakując tego drugiego i powodując jego przegraną. Następnej nocy na Raw, Strowman uargumentował swój atak chęcią walki o tytuł, którą obiecał mu Owens. Generalny Menadżer Mick Foley wyznaczył ich pojedynek jako walkę wieczoru, którą Owens wygrał przez dyskwalifikację po ataku ze strony Reignsa na Strowmanie. Podczas odcinka Raw z 6 lutego, Strowman pokonał czwórkę przeciwników w 4-on-1 handicap matchu, po czym Foley wyznaczył jego walkę z Reignsem na galę Fastlane. Strowman zainterweniował podczas pojedynku Reignsa z Samoa Joe, dzięki czemu rywal Reignsa wygrał walkę. 13 lutego, Reigns zażądał walki ze Strowmanem, lecz komisarz Raw Stephanie McMahon odmówiła, po czym dodała, że jeżeli Reigns zainterweniuje w walce Strowmana z Markiem Henrym, to walka na Fastlane zostanie anulowana. Reigns zainterweniował po zwycięskim pojedynku Strowmana, lecz Braun wykonał mu powerslam i zakończono tygodniówkę widokiem pobitego Reignsa. Tydzień później, Reigns ponownie został pobity przez Strowmana po tym, jak ten pokonał Big Showa w walce wieczoru tygodniówki Raw. 27 lutego odbyło się podpisanie kontraktu na walkę, które zakończyło się bijatyką obu wrestlerów.
Na gali Royal Rumble Neville pokonał Richa Swanna i zdobył WWE Cruiserweight Championship. 31 stycznia podczas odcinka 205 Live, Swann skonfrontował się z nowym mistrzem i został przez niego ponownie zaatakowany. 6 lutego na Raw, Austin Aries przeprowadził wywiad z Neville’em, który ujawnił, że wskutek ataku Swann został kontuzjowany. Dzień później na 205 Live odbył się Fatal 5-Way Elimination match pomiędzy T.J. Perkinsem, Mustafą Alim, Cedricem Alexandrem, Noamem Darem i Jackiem Gallagherem, gdzie ten ostatni stał się nowym pretendentem do tytułu Neville'a. 20 lutego na Raw odbyło się podpisanie kontraktu na walkę, zaś następnej nocy na 205 Live, Gallagher pokonał Nese'a w singlowym pojedynku. 27 lutego na Raw, Neville i Nese przegrali z Gallagherem i Perkinsem w tag team matchu.
Podczas pre-show gali Royal Rumble, Luke Gallows i Karl Anderson pokonali Cesaro i Sheamusa o WWE Raw Tag Team Championship. Byli mistrzowie wykorzystali klauzulę rewanżową 6 lutego na odcinku Raw, lecz przegrali po interwencji ze strony Enzo Amore i Big Cassa. Doprowadziło to do przyszłotygodniowej walki, w której Cesaro pokonał Amore, zaś tydzień później Enzo i Cass pokonali Cesaro i Sheamusa stając się pretendentami do tytułów tag teamowych. 27 lutego na Raw, Cass pokonał Gallowsa.
13 lutego podczas odcinka Raw, Bayley pokonała Charlotte Flair i po raz pierwszy zdobyła WWE Raw Women’s Championship dzięki pomocy ze strony Sashy Banks. W następnym tygodniu, Stephanie McMahon chciała namówić Bayley do zawieszenia mistrzostwa ze względu na interwencję ze strony Banks, lecz nowa mistrzyni odmówiła. Flair wykorzystała klauzulę rewanżową na galę Fastlane. 27 lutego na odcinku Raw, Bayley i Banks przegrały z Flair i Nią Jax. Po walce, Banks powiedziała Bayley, że będzie przebywała wokół ringu podczas walki na Fastlane. Mimo tego, Stephanie wyznaczyła walkę pomiędzy Banks i Jax na galę pay-per-view.
13 lutego, Samoa Joe, który dwa tygodnie wcześniej zadebiutował na Raw, powiedział w wywiadzie z Michaelem Colem, że po wielu latach dołączył do głównego rosteru WWE i przytoczył jako przykład Samiego Zayna, który według niego jest nikim ważnym w rosterze Raw. Tej samej nocy po tym, jak Zayn pokonał Ruseva, Sami chciał odnieść się do słów Joe, lecz ten zaatakował go zza pleców. 20 lutego, Zayn miał zmierzyć się z Owensem, lecz podczas wejścia do ringu ponownie został zaatakowany przez Joego, wskutek czego Owens szybko odniósł zwycięstwo. Tydzień później po wygranej Joe z Cesaro, Zayn zaatakował swojego rywala, po czym wywiązała się bijatyka zakończona rozdzieleniem ich przez ochronę.
31 sierpnia podczas odcinka 205 Live zadebiutował Akira Tozawa, który jako były członek turnieju Cruiserweight Classic z 2016 pokonał Aarona Solowa. Jego walkę komentował The Brian Kendrick. Tozawa zawalczył 6 lutego na Raw, gdzie po pokonaniu Drewa Gulaka, Kendrick pogratulował mu wygranej i uścisnął dłoń. Przez kolejne tygodnie, Kendrick tłumaczył, że jest on nowym mentorem Tozawy, lecz 14 lutego podczas 205 Live, Tozawa powiedział wprost Kendrickowi, że go nie lubi. Podczas tego samego epizodu, Rich Swann powrócił do ringu po odniesieniu kontuzji i pokonał Noama Dara. 20 lutego na Raw, Kendrick miał zawalczyć z Tozawą, lecz przed uderzeniem w gong zaatakował swojego rywala i pojedynek ostatecznie się nie odbył. Dwójka zawalczyła ze sobą dobę później na 205 Live, gdzie Kendrick wygrał przez wyliczenie pozaringowe. 27 lutego na Raw, Tozawa pokonał Noama Dara, lecz Kendrick ponownie wkroczył do ringu i zaatakował Tozawę. Tej samej nocy potwierdzono walkę na pre-show gali Fastlane, gdzie Tozawa i Swann zmierzą się z Kendrickiem i Darem.

## Recenzje
Fastlane oceniono głównie negatywnie, gdzie głównie zachwalano jedynie pojedynki cruiserweightów, Samoa Joe vs. Sami Zayn oraz Roman Reigns vs. Braun Strowman. Najwięcej krytyki przesłano w stronę walki wieczoru.
Bryan Alvarez z f4wonline.com był oburzony po gali, mimo że „nie było to słabe show” i „czasem przedstawiało dobry wrestling”: Joe-Zayn, Reigns-Strowman, oraz częściowo Gallagher-Neville. Nie spodobało mu się rozpisanie scenariusza gali, podczas której doszło do zakończenia dwóch rekordów (pasma zwycięstw Charlotte i Strowmana) na mało-ważnej gali, jaką było Fastlane. W dalszej części artykułu dodał, że nie spodobał mu się wybór Reignsa jako osoby, która miała jako pierwsza pokonać Strowmana.
Jason Powell z prowrestling.net określił galę jako „wielki zawód z wieloma wątpliwymi decyzjami bookerów”. Powell również skrytykował „pierwszą większą porażkę Strowmana, na rzecz budowania Reignsa jako twarzy federacji”. Nie spodobały mu się rezultaty walk kobiet, gdyż „Nia przegrała ważny dla niej pojedynek”, zaś „Charlotte przegrała i przerwano jej pasmo zwycięstw bez większego powodu”. Poruszył temat walki Ruseva z Big Showem, stwierdzając, że „gdyby Rusev zostałby zmiażdżony przez Big Showa w innej wrestlingowej erze, to oznaczałoby jego odejście z federacji”. Powellowi spodobał się pojedynek o Cruiserweight Championship.
Mike Johnson reprezentujący pwinsider.com uznał, że Fastlane było „niesamowicie nudne do czasu pojedynku Strowmana i Reignsa”, które było „zaskakujące ciekawe”. Mimo tego nie spodobał mu się rezultat pojedynku. Odnośnie do pojedynku kobiet o tytuł, Johnson stwierdził, że walka „była dobra, lecz zakończenie było skonstruowane bezpośrednio na rzecz walki na WrestleManii”. Nie zdziwiła go krytyczna opinia fanów odnośnie do walki wieczoru, w której Goldberg w 23 sekund zdobył główny tytuł brandu.
Mike Tedesco z wrestleview.com stwierdził, że Fastlane było „jedynie dobrym PPV” oraz poczuł, że „był to bardziej niedzielny epizod Raw, niż pełnoprawne pay-per-view”. Najlepszą walką nocy było Reigns vs. Strowman, lecz jemu również nie spodobał się fakt czystej przegranej Strowmana. Pojedynek Joe-Zayn „był dobry, ponieważ przedstawił Joe jako niszczyciela”; walka o pasy tag team „byłaby dobra na tygodniówkę Raw”; Banks-Jax „nie było dobrą walką, gdyż Jax nie jest jeszcze przygotowana na pobyt w głównym rosterze”. Tadesco stwierdził, że „fakt, iż Jinder Mahal walczył na gali PPV, jest nieakceptowalny”. Odnośnie do walki wieczoru, Tadesco mimo wszystko zaakceptował długość walki, gdyż „dłuższy pobyt Goldberga w ringu nie skończyłby się dobrze”.

## Lista walk
| Nr                                                                   | Wyniki                                                                              | Stypulacje                                     | Czas  |
| -------------------------------------------------------------------- | ----------------------------------------------------------------------------------- | ---------------------------------------------- | ----- |
| 1P                                                                   | Rich Swann i Akira Tozawa pokonali The Briana Kendricka i Noama Dara (z Alicią Fox) | Tag Team match                                 | 9:25  |
| 2                                                                    | Samoa Joe pokonał Samiego Zayna poprzez submission                                  | Singles match                                  | 9:45  |
| 3                                                                    | Luke Gallows i Karl Anderson (c) pokonali Enzo Amore i Big Cassa                    | Tag Team match o WWE Raw Tag Team Championship | 8:40  |
| 4                                                                    | Sasha Banks pokonała Nię Jax                                                        | Singles match                                  | 8:15  |
| 5                                                                    | Cesaro pokonał Jindera Mahala                                                       | Singles match                                  | 8:20  |
| 6                                                                    | Big Show pokonał Ruseva (z Laną)                                                    | Singles match                                  | 8:45  |
| 7                                                                    | Neville (c) pokonał Gentlemana Jacka Gallaghera                                     | Singles match o WWE Cruiserweight Championship | 12:10 |
| 8                                                                    | Roman Reigns pokonał Brauna Strowmana                                               | Singles match                                  | 12:10 |
| 9                                                                    | Bayley (c) pokonała Charlotte Flair                                                 | Singles match o WWE Raw Women’s Championship   | 16:55 |
| 10                                                                   | Goldberg pokonał Kevina Owensa (c)                                                  | Singles match o WWE Universal Championship     | 0:23  |
| (c) – mistrz/mistrzyni przed walkąP – walka miała miejsce w pre-show |                                                                                     |                                                |       |